# Moderselskab
Et moderselskab er en virksomhed, som ejer tilstrækkeligt stemmeberettigede aktier eller anparter i en anden virksomhed til at kontrollere, drive den eller sikre sig indflydelse. Den anden virksomhed bliver et datterselskab til moderselskabet.
Et moderselskab har en vigtig rolle i en koncern.